# Evelyn e la magia di un sogno d'amore
Evelyn e la magia di un sogno d'amore (魔法の妖精ペルシャ?, Mahō no yōsei Perusha, lett. "La fata della magia Persha") è un anime mahō shōjo, prodotto dallo Studio Pierrot e trasmesso in Giappone su Nippon Television tra il luglio 1984 e il maggio 1985. In Italia è stato trasmesso su Rete 4 tra il settembre e l'ottobre 1985. La serie gode anche di una trasposizione manga, distribuita dalla Shūeisha parallelamente alla trasmissione, e di un OAV.
Evelyn e la magia di un sogno d'amore è la seconda serie della saga delle maghette dello Studio Pierrot, ed è preceduta da L'incantevole Creamy e seguita da Magica magica Emi.

## Trama
(Formula magica di Evelyn)
Evelyn è una bambina di 11 anni, figlia di una coppia giapponese, ma cresciuta in Africa. Dopo tanti anni trascorsi nel caldo continente, la ragazzina, affidata al miglior amico del padre, il professor Willy Muroi, torna con quest'ultimo in Giappone dai genitori. Durante il viaggio di ritorno, l'aereo viene risucchiato in una dimensione parallela chiamata Sogno d'Amore (Lovely Dream nell'edizione originale); qui la ragazzina incontra tre kappa, i quali le spiegano che il loro mondo è legato al suo tramite i sogni umani, ma che tuttavia la maggior parte di essi non riesce a superare la barriera di Sogno d'Amore congelandosi prima di realizzarsi. Solo l'energia dell'amore può scongelare questi sogni e riportare la primavera in un mondo sempre più ibernato; i tre chiedono quindi aiuto alla bambina a cui viene donato un cerchietto magico con cui potrà raccogliere l'energia d'amore ogni volta che ne farà uso. Accettando quasi involontariamente, Evelyn si ritrova così immersa nella frenetica vita di Tokyo e con il potere di trasformarsi in una bella ragazza di 17 anni dalle mille capacità professionali. In alcuni casi, si è trasformata in questa stessa ragazza ma con ruoli tradizionalmente maschili (come per esempio in Babbo Natale, che in realtà era sempre lei con il costume di questa figura immaginaria) e i tre folletti kappa la chiamano con il suo vero nome anche durante la trasformazione, menzionata al massimo con l'appellativo "il suo doppio magico". 
Dopo aver incontrato sulla sua strada tutta una serie di simpatici personaggi che arricchiscono la vicenda di umorismo e colore locale, Evelyn arriverà a conoscere il famoso pianista Kenji Sawaki, il quale scoprirà essere l'innamorato, per l'appunto, del suo doppio magico; i tre kappa spiegano infatti alla ragazzina che ogni volta che lei si trasforma assomiglia incredibilmente alla fata-padrona di Sogno d'Amore: Principessa Fata. Quest'ultima innamoratasi di Kenji, a cui aveva chiesto di scrivere una canzone, non potendo abbandonare il suo mondo solo per il suo amore egoistico nei confronti dell'umano, rinchiusasi in un'enorme stella di ghiaccio, era caduta in un sonno profondo.
Per poter andare avanti nella raccolta dell'energia d'amore e tenere in vita Sogno d'Amore, viene così chiesto a Evelyn di scambiare i due medaglioni che possiedono rispettivamente Fata e Kenji simbolo del loro legame; la ragazzina, messasi sulle tracce del pianista, riesce in extremis a raggiungerlo prima della sua partenza per l'America e a fare il fatidico scambio. Da questo momento iniziano per Evelyn tutta una nuova serie di avventure più o meno comiche, attraverso le quali si approfondiranno sempre più i singoli personaggi; la ragazzina arriverà perfino a cambiare bacchetta, dopo che la precedente si romperà per via di un errato uso dei suoi poteri e sarà affiancata da un nuovo folletto di nome BonBon, dotato di poteri magici.
Giunti in primavera finalmente avviene il risveglio di Fata che potrà riabbracciare il suo Kenji ritornato dall'America, anche se solo per l'ultima volta: i due infatti, appartenendo a mondi diversi, non potranno mai stare insieme realmente. Il Prof. Muroi nel frattempo prende la decisione di tornare in Africa definitivamente e i suoi due nipoti gemelli, Riki e Roby (di cui quest'ultimo legato sentimentalmente a Evelyn) non potendolo lasciare solo, decideranno di andare con lui. Anche Evelyn è così destinata a dividersi dai suoi amati amici, pur giurando a se stessa di tornare in Africa un giorno da loro. Tornata a casa dall'aeroporto, Evelyn sarà colpita però anche da un'altra separazione, stavolta a sorpresa: quella dai kappa e BonBon. I tre folletti infatti per non doverle dire addio, scompaiono di nascosto, lasciandole il cerchietto magico da utilizzare un'ultima volta come saluto.

## Personaggi
Evelyn (速水 ペルシャ?, Hayami Perusha)
Doppiata da: Mīna Tominaga (ed. giapponese), Dania Cericola (ed. italiana)
La protagonista della serie. Cresciuta nella zona del Serengeti. Istintiva, testarda e forzuta, coi suoi modi un po' selvatici sembra più africana che giapponese; la sua indole selvaggia e genuina la porta spesso a usare i suoi poteri in modo comico e assurdo, ironizzando sul suo stesso ruolo di maghetta.
Principessa Fata (プリンセスフェアリ?, Purinsesu Feari)
Doppiata da: Yōko Asagami (ed. giapponese), Dania Cericola / Lorella De Luca (scene censurate) (ed. italiana)
Controparte magica di Evelyn. Inizialmente nominata semplicemente Bishōjo Persha (美女ペルシャ? lett. "Bella Evelyn"), in seguito si scoprirà essere nient'altro che il corpo della principessa di Sogno d'Amore, la quale "presta" le sue sembianze ad ogni trasformazione della ragazzina, per diventare un'abile professionista in ogni attività.
Simba (シンバ?, Shinba)
Doppiato da: Daisuke Gōri (ed. giapponese), Antonello Governale (ed. italiana)
Leone africano. Cresciuto con la piccola Evelyn, è il suo migliore compagno di avventure. Lasciatisi alla partenza di Evelyn per il Giappone, quest'ultima tramite la magia lo teletrasporterà nel suo paese, trasformandolo involontariamente in un gatto parlante.
Dodo (ゲラゲラ?, GeraGera), Mila (プリプリ?, PuriPuri) e Mino (メソメソ?, MesoMeso)
Doppiati rispettivamente da: Shigeru Chiba, Yūko Mita e Sukekiyo Kameyama (ed. giapponese), Paolo Torrisi, Lisa Mazzotti e Federico Danti (ed. italiana)
Le tre creature che aiutano Evelyn nella sua avventura. Provengono dal pianeta Sogno d'Amore dove sono asessuati, ma quando giungono sulla Terra sono costretti a rientrare nei due generi diventando due maschi e una femmina.
Roby (室井 学?, Muroi Gaku)
Doppiato da: Keiichi Nanba (ed. giapponese), Fabio Tarascio / Massimo Di Benedetto (scene censurate) (ed. italiana)
Nipote di Willy e fratello gemello di Riki. Teenager di 15 anni, gentile, calmo e sensibile, è il più gettonato della scuola. Sempre in lite con il fratello risulta il più intellettuale dei due, preferendo i lavori manuali allo sport. Dichiarerà i suoi sentimenti per Evelyn.
Riki (室井 力?, Muroi Riki)
Doppiato da: Yū Mizushima (ed. giapponese), Guido Rutta / Lorenzo Scattorin (scene censurate) (ed. italiana)
Nipote di Willy e fratello gemello di Roby. Teenager di 15 anni, impulsivo e testardo, è l'opposto del fratello; bravissimo negli sport, risulta il più atletico ma anche il più grottesco fra i due. Non ha una vera ragazza fissa, pur essendo legato sentimentalmente a Sheela.
Betta (速水 久美?, Hayami Kumi)
Doppiata da: Gara Takashima (ed. giapponese), Serena Cantalupi / Renata Bertolas (scene censurate) (ed. italiana)
Madre di Evelyn. Gestisce con il marito il mini-market "Pelsia Store"; donna gentile e ingenua quanto basta, sembra sempre molto impegnata a venire incontro ai bisogni del marito e della figlia, ma senza mai realmente riuscire a stare dietro a quest'ultima.
Pietro (速水 英樹?, Hayami Hideki)
Doppiato da: Akio Nojima (ed. giapponese), Antonio Paiola / Gabriele Calindri (scene censurate) (ed. italiana)
Padre di Evelyn. Gestisce con la moglie il mini-market "Pelsia Store"; uomo semplice e onesto tende spesso a preoccuparsi per la vivace figlia che potrebbe non riuscire ad adattarsi alla pacifica ma stretta vita metropolitana.
Willy Muroi (室井 剛健?, Muroi Gōken)
Doppiato da: Yuzuru Fujimoto (ed. giapponese), Pietro Ubaldi (ed. italiana)
Miglior amico dei genitori di Evelyn. Famoso etologo ha vissuto molto tempo in Africa e si è preso cura dei suoi due nipoti Roby e Riki rimasti orfani dei genitori dopo la loro morte in un tragico incidente stradale. Uomo estremamente intelligente, è legato molto anche a Evelyn che considera come una terza nipote. Insieme a Simba, risulta essere forse il personaggio più schietto e simpatico della serie.
Sheela (御友 小夜?, Miyomo Sayo)
Doppiata da: Saeko Shimazu (ed. giapponese), Paola Tovaglia (ed. italiana)
Compagna di classe e amica dei gemelli Muroi. Determinata e simpatica, Sheela sembra preferire al diligente Roby il ruvido Riki, al quale non manca di scaricare sonori pugni in momenti di forte gelosia.
Yoyoko (真鍋 よよ子?, Manabe Yoyoko)
Doppiata da: Sakurako Kishiro (ed. giapponese), Daniela Fava / Jenny De Cesarei (scene censurate) (ed. italiana)
Una compagna di classe di Evelyn. Ha una cotta per Roby ed è gelosa di Evelyn, poiché lei trascorre molto tempo con lui.
Norinobu (篠川 紀信?, Shinokawa Kishin)
Doppiato da: Yuriko Fuchizaki (ed. giapponese), Paolo Torrisi (ed. italiana)
Compagno di classe di Evelyn. Ha l'hobby della fotografia e sogna di diventare un grande reporter.
Sota (冬木 冬太?, Fuyuki Tōta)
Doppiato da: Rika Fukami (ed. giapponese), Tullia Piredda / Lorella De Luca (scene censurate) (ed. italiana)
Compagno di classe di Evelyn. È grassoccio e il più tonto del gruppo.

## Anime
L'anime, prodotto dallo Studio Pierrot, è composto da 48 episodi, andati in onda su Nippon Television dal 6 luglio 1984 al 31 maggio 1985. Gli episodi sono stati pubblicati prima in VHS e poi in DVD, mentre negli LD è stato incluso come bonus un piccolo videoclip musicale dal titolo ESCAPE!.
In Italia è stato acquistato da Mediaset e inizialmente annunciato su Italia 1 nell'estate 1985 con il nome di Pelusha, ma trasmesso da settembre dello stesso anno su Rete 4 con il titolo definitivo all'interno del contenitore Ciao Ciao. La serie non ottenne, forse anche per la scelta di programmazione, lo stesso successo della precedente Creamy Mami, venendo replicata meno.
La versione italiana mantiene quasi tutti i nomi originali dei personaggi, tranne quello della protagonista, dei suoi genitori e pochissimi altri. Sono presenti inoltre tagli di alcune scene, come la sequenza del bagno di Roby a casa di Evelyn nell'episodio 17, e la censura dell'intero episodio 8. La Yamato Video ha distribuito i DVD ripristinando tutte le scene precedentemente eliminate, compreso l'episodio 8 doppiato in italiano per l'occasione. Dall'8 aprile 2024 viene trasmesso per la prima volta in versione rimasterizzata da Yamato Video in 16:9 pillarbox e in alta definizione su Italia 1. In questa edizione non sono stati trasmessi gli episodi 3, 5, 8, 16 e 25; inoltre sono state tagliate diverse scene in altri episodi. A partire dal 13 maggio 2024, la trasmissione dell'anime è stata interrotta a causa dei bassi ascolti, fermandosi all'episodio 35.

### Episodi
| Nº | Titolo italiano Giapponese 「Kanji」 - Rōmaji - Traduzione letterale | In onda           | In onda          |
| Nº | Titolo italiano Giapponese 「Kanji」 - Rōmaji - Traduzione letterale | Giapponese        | Italiano         |
| 1  | Il viaggio nel Sogno d'Amore 「迷いこんだ夢の国」 - Mayoi konda yume no kuni – "Vaganti nel paese del Sogno" | 6 luglio 1984     | 9 settembre 1985 |
| 1  | Evelyn è una ragazzina giapponese che vive nell'Africa subsahariana a stretto contatto con la fauna locale; arriva il giorno del suo ritorno a Tokyo, e a prelevarla è Willy, un caro amico di famiglia, in compagnia dei nipoti adolescenti Riky e Roby; la ragazza dovrà quindi salutare tristemente Simba, leone col quale è cresciuta. Durante il volo di ritorno, l'aereo finisce in una dimensione parallela chiamata "Sogno d'Amore": qui viene in contatto con la Principessa Fata e i suoi tre kappa, i quali rivelano ad Evelyn che i sogni incompiuti si trovano congelati in quella dimensione e le affidano il compito di scongelarli, raccogliendo l'energia d'amore tramite l'utilizzo di un cerchietto e di una bacchetta magici, che le permettono di trasformarsi in una ragazza adolescente con capacità e conoscenze che desidera. Arrivata a Tokyo, Evelyn ha uno shock culturale e fatica ad adattarsi alla vita della metropoli. Utilizzerà la magia per la prima volta, trasformandosi temporaneamente in una ragazza poliziotto dai capelli viola, della quale Riky e Roby si invaghiscono immediatamente; i kappa la seguono come suoi guardiani. |                   |                  |
| 2  | Il leone che si trasformò in un gatto 「猫になったライオン」 - Neko ni natta raion – "Il leone che diventò un gatto" | 13 luglio 1984    | 1985             |
| 2  | Evelyn torna a vivere a casa dei genitori, ma ben presto ha nostalgia della savana, e grazie alla magia riesce a viaggiare in Africa e a portare a casa Simba; viste le enormi dimensioni del leone Evelyn utilizza ancora la magia per trasformarlo in un gatto parlante. La protagonista fa la conoscenza di Sheela, gelosa e violenta fidanzata di Riky. |                   |                  |
| 3  | Benvenuto, evaso! 「ようこそ脱獄犯」 - Yōkoso datsugoku-han – "Benvenuto evaso" | 20 luglio 1984    | 1985             |
| 3  | I genitori di Evelyn escono la mattina e lasciano Evelyn a casa con Roby e Riky. Un pericolo criminale evade dalla prigione e si nasconde proprio a casa di Evelyn. |                   |                  |
| 4  | Il bacio è l'ABC dell'amore 「キスは恋のＡＢＣ」 - Kisu wa koi no ABC – "Il bacio è l'ABC dell'amore" | 27 luglio 1984    | 1985             |
| 4  | Yoyoko dice ad Evelyn che deve decidere quale dei due gemelli preferisce. Per farlo deve baciarli e se dopo il bacio il ragazzo starnutirà significherà che ha trovato la persona giusta. |                   |                  |
| 5  | La campionessa 「必殺！チャンピオン」 - Hissatsu! Chanpion – "Letale! Campionessa" | 3 agosto 1984     | 1985             |
| 6  | Romanzo in una conchiglia 「真珠貝のロマンス」 - Shinju-kai no romansu – "Romanzo di una conchiglia d'ostrica" | 10 agosto 1984    | 1985             |
| 6  | Willy racconta la storia di una bambina gravemente malata e molto affezionata ad un delfino. La bambina morì ma prima promise al delfino che sarebbe rinata sul fondo del mare e sarebbero sempre rimasti assieme. Evelyn decide di aiutare a far sì che questa promessa venga mantenuta. |                   |                  |
| 7  | L'idolo in fuga 「逃げてきたアイドル」 - Nigetekita aidoru – "L'idol in fuga" | 17 agosto 1984    | 1985             |
| 7  | Una star del cinema è stanco di tutti gli impegni e scappa. Evelyn lo trova e lo aiuta. |                   |                  |
| 8  | Roby è trasformato in una ragazza 「大変！学が女の子に」 - Taihen! Gaku ga onnanoko ni – "Che guaio! Gaku è trasformato in una ragazza" | 24 agosto 1984    | DVD              |
| 9  | Il primo amore di Simba 「初恋猫ニャンニャン」 - Hatsukoi neko nyan nyan – "Il primo amore del gatto miao miao" | 31 agosto 1984    | 1985             |
| 9  | Simba incontra per caso una gattina di cui si innamora. Evelyn ed i suoi amici lo aiutano a cercarla. |                   |                  |
| 10 | Il computer che combina matrimoni 「恋のパソコン占い」 - Koi no pasokon uranai – "La chiaroveggenza del computer dell'amore" | 7 settembre 1984  | 1985             |
| 10 | Siccome i gemelli hanno un gran numero di ammiratrici che fanno confusione nella scuola, il preside gli impone di risolvere la situazione. Sheela propone di usare il computer della scuola per trovare a tutte un partner ed Evelyn si trasforma in una programmatrice per aiutare e creare il programma. Il computer abbina un ragazzo molto timido ed una ragazza molto sicura di se. Evelyn li aiuterà a legare. |                   |                  |
| 11 | Il mondo dei sogni 「夢の扉をあけて⋯」 - Yume no tobira wo akete… – "Apri la porta dei sogni…" | 14 settembre 1984 | 1985             |
| 11 | Il professore dà alla classe di Evelyn un tema che riguarda i propri sogni per il futuro, ma Yoyoko non ne ha. Evelyn la aiuterà entrando nei sogni dell'amica mentre dorme. |                   |                  |
| 12 | Sei gemelli in bella mostra 「六ッ子ちゃん大行進」 - Roku-kko-chan dai kōshin – "I sei gemelli in grande marcia" | 21 settembre 1984 | 1985             |
| 12 | Evelyn deve badare a sei gemelli molto piccoli. |                   |                  |
| 13 | Le gambe più veloci della città 「対決！モトクロス」 - Taiketsu! Motokurosu – "Scontro! Motocross" | 28 settembre 1984 | 1985             |
| 13 | Evelyn deve partecipare a diverse gare scolastiche di corsa ma avrà diversi problemi. |                   |                  |
| 14 | Ricordi lontani 「想い出はセピア色に」 - Omoide wa sepia-iro ni – "I ricordi sono di colore seppia" | 5 ottobre 1984    | 1985             |
| 14 | Willy sta per compiere gli anni e guarda malinconico una vecchia foto. Evelyn tenterà di scoprire cosa lo affligge. |                   |                  |
| 15 | Riki contro il motociclista della rosa 「炎の町内ランナー」 - Honō no chōnai ran'nā – "Il motociclista nella città di fuoco" | 12 ottobre 1984   | 1985             |
| 15 | Riki vede per caso un misterioso motociclista di moto da Cross chiamato il Motociclista della Rosa e ne rimane affascinato. Decide quindi di dedicarsi al motocross contro il volere di suo nonno e di Sheela e nonostante gli impegni con il comitato studentesco. Dopo aver saputo che il Motociclista della Rosa è imbattuto gli chiede un'opinione sui suoi progressi. Questi risponde che dovrebbe abbandonare il motocross. Offeso Riki sfida il motociclista: se vincerà il ragazzo il motociclista svelerà davanti a tutti la sua identità, altrimenti il ragazzo abbandonerà il motocross. Alla corsa decisiva parteciperà anche Evelyn. |                   |                  |
| 16 | La casa degli scherzi 「オモチャじかけの館」 - Omocha jikake no yakata – "La casa dei giocattoli" | 19 ottobre 1984   | 1985             |
| 17 | A guardia della casa 「危険なおるすばん」 - Kikenna orusuban – "Fortuna pericolosa" | 26 ottobre 1984   | 1985             |
| 17 | I genitori di Evelyn partono per un viaggio e lasciano la casa in mano a Evelyn con Roby e Riki (il primo dei due raffreddato). Questa situazione non piace a Yoyoko. |                   |                  |
| 18 | Smettete di litigare 「ケンカはやめて！」 - Kenka wa yamete! – "Smettete di litigare!" | 2 novembre 1984   | 1985             |
| 18 | La classe di Roby e Riki organizza una commedia teatrale dove i due fratelli sono i protagonisti. Il problema è che i gemelli litigano continuamente per un qualche misterioso motivo. |                   |                  |
| 19 | Un'altra persona? 「ペルシャが２人！」 - Perusha ga 2-nin! – "Ci sono due Persha!" | 9 novembre 1984   | 1985             |
| 19 | Evelyn conosce un pianista che sembra aver incontrato e amato il suo alter ego un anno prima che la bimba acquisisse i poteri. |                   |                  |
| 20 | I poteri magici sono svaniti 「魔法が使えない！」 - Mahō ga tsukaenai! – "Non posso usare la magia!" | 16 novembre 1984  | 1985             |
| 20 | Durante un misterioso temporale i poteri di Evelyn vanno in tilt. Nel riflesso della ragazzina su qualsiasi specchio appare il suo alter ego adulto e viceversa. Questo rischia di far scoprire il suo segreto. |                   |                  |
| 21 | I gemelli in pericolo 「凍りついた学と力」 - Kōri tsuita Gaku to Riki – "Gaku e Riki congelati" | 23 novembre 1984  | 1985             |
| 21 | Per aver scoperto il segreto di Evelyn i gemelli rischiano la vita. |                   |                  |
| 22 | Il festival di Port Yumemino 「港祭りのハプニング」 - Minato matsuri no hapuningu – "L'apertura del festival portuale" | 30 novembre 1984  | 1985             |
| 22 | In occasione di un festival Evelyn si dà molto da fare nella sua missione di raccogliere amore. |                   |                  |
| 23 | La fata della neve 「ぬけだした雪の精」 - Nukedashita yuki no sei – "Lo spirito della neve che è uscito" | 7 dicembre 1984   | 1985             |
| 23 | Willy invita tutti in montagna ed organizza uno scherzo per far credere che una fata detta "Fata della neve" sia rinchiusa in un quadro. Ma Evelyn, dopo essere riuscita a farla uscire dal quadro, scoprirà che la fata esiste veramente. |                   |                  |
| 24 | Un maglione per Riki 「あみかけのセーター」 - Amikake no sētā – "Il maglione fatto a maglia" | 14 dicembre 1984  | 1985             |
| 24 | Sheela sta facendo a mano un maglione per Riki, ma egli è poco attento ai sentimenti della ragazza. |                   |                  |
| 25 | Il Babbo Natale delle otto 「夜八時のサンタさん」 - Yoru hachi-ji no Santa-san – "Il Babbo Natale delle otto di sera" | 21 dicembre 1984  | 1985             |
| 26 | Il festival dei leoni 「真冬のライオン祭」 - Mafuyu no raion matsuri – "Il festival dei leoni di metà inverno" | 28 dicembre 1984  | 1985             |
| 26 | Simba ha nostalgia dell'Africa, cosi per aiutarlo Evelyn, con l'aiuto di tutti, ricostruisce un rito di una tribù africana. |                   |                  |
| 27 | Alla ricerca della verità 「変身また変身」 - Henshin mata henshin – "Trasformazione ancora trasformazione" | 4 gennaio 1985    | 1985             |
| 27 | Con l'anno nuovo Norinobu promette di svelare il mistero di Evelyn, e comincia a spiarla notte e giorno sperando di scoprire il suo segreto e fotografarla. |                   |                  |
| 28 | Il morso del vampiro 「吸血鬼はバラの香り」 - Kyūketsuki wa bara no kaori – "Il vampiro ha un profumo di rose" | 11 gennaio 1985   | 1985             |
| 28 | Evelyn viene invitata con i suoi amici ad un ricevimento su una nave da crociera dove si aggira anche un vampiro |                   |                  |
| 29 | Il papà in visita alla scuola 「参観日はキライ！」 - Sankan-bi wa kirai! – "Il giorno della visita è odioso!" | 18 gennaio 1985   | 1985             |
| 29 | Evelyn è molto felice perché suo padre il giorno dopo verrà a vederla a scuola. Tuttavia il padre non potrà presentarsi per un buon motivo |                   |                  |
| 30 | Biancaneve della foresta incantata 「ふしぎの森の白雪姫」 - Fushigi no mori no Shirayuki-hime – "Biancaneve della foresta incantata" | 25 gennaio 1985   | 1985             |
| 30 | Evelyn trova un vecchio libro di Biancaneve e improvvisamente viene catapultata al suo interno |                   |                  |
| 31 | La bacchetta rotta 「こわれたバトン」 - Kowareta baton – "La bacchetta rotta" | 1º febbraio 1985  | 1985             |
| 32 | Un triste San Valentino 「冷いバレンタイン」 - Hiyai Barentain – "Un freddo San Valentino" | 8 febbraio 1985   | 1985             |
| 33 | Il grande scoop 「スクープ！結婚宣言」 - Sukupu! Kekkon sengen – "Scoop! La dichiarazione di matrimonio" | 15 febbraio 1985  | 1985             |
| 34 | Bella come un angelo 「天使のように美しく」 - Tenshi no youni utsukushiku – "Bella come un angelo" | 22 febbraio 1985  | 1985             |
| 35 | Il concorso fotografico 「激突！フォーカス合戦」 - Gekitotsu! Fokasu kassen – "Scontro! La battaglia di messa a fuoco" | 1º marzo 1985     | 1985             |
| 36 | Sul ghiaccio scintillante 「きらめく氷の上で」 - Kirameku kōri no ue de – "Sul ghiaccio scintillante" | 8 marzo 1985      | 1985             |
| 37 | La statua d'oro 「ざんげ！マリア様」 - Zange! Maria-sama – "Zange! Maria" | 15 marzo 1985     | 1985             |
| 38 | Il misterioso vecchio 「疑惑のおじいさん」 - Giwaku no ojiisan – "Il vecchio sospetto" | 22 marzo 1985     | 1985             |
| 39 | La mostra della scienza 「科学博カッパ騒動」 - Kagakuhaku kappa sōdō – "La mostra della scienza dei kappa" | 29 marzo 1985     | 1985             |
| 40 | La cura del silenzio 「沈黙刑はウッスラパー」 - Chinmoku-kei wa ussurapā | 5 aprile 1985     | 1985             |
| 41 | Evelyn viaggia nel tempo 「時をかけるペルシャ」 - Toki wo kakeru Perusha – "Persha viaggia nel tempo" | 12 aprile 1985    | 1985             |
| 42 | Fuga da casa 「星あかりの映画館」 - Hoshi akari no eigakan – "Il cinema illuminato dalle stelle" | 19 aprile 1985    | 1985             |
| 43 | Amore in boccio 「チューリップの求婚」 - Chūrippu no kyūkon – "Corteggiamento in boccio" | 26 aprile 1985    | 1985             |
| 44 | Gli amori dell'infanzia 「小さな恋人たち」 - Chiisana koibito-tachi – "Piccoli innamorati" | 3 maggio 1985     | 1985             |
| 45 | Lacrime di primavera 「涙は春風に乗って」 - Namida wa harukaze ni notte – "Lacrime in sella alla brezza primaverile" | 10 maggio 1985    | 1985             |
| 46 | Non te ne andare 「行かないで！学と力」 - Ikanaide! Gaku to Riki – "Non andatevene! Gaku e Riki" | 17 maggio 1985    | 1985             |
| 47 | La principessa Faerie si sveglia 「よみがえった妖精」 - Yomigaetta yōsei – "La Fata si risveglia" | 24 maggio 1985    | 1985             |
| 48 | Addio, addio 「ペルシャが好き！」 - Perusha ga suki! – "Persha mi piaci!" | 31 maggio 1985    | 1985             |

### Colonna sonora
La sigla italiana, scritta da Alessandra Valeri Manera con la musica di Giordano Bruno Martelli ed interpretata da Cristina D'Avena, presenta un arrangiamento completamente diverso dalle originali e viene usata sia in apertura che in chiusura.
Sigla di apertura
- Mishiranu kuni no tripper (見知らぬ国のトリッパー?), di Maiko Okamoto (ep. 1-31)
- Oshare mesaruna (おしゃれめさるな?), di MIMA (ep. 32-48)

Sigla di chiusura
- Lovely Dream (ラブリードリーム?), di Maiko Okamoto (ep. 1-31)
- Daisuki Simba (だいすきシンバ?), di Mīna Tominaga (ep. 32-48)

Sigla di apertura e di chiusura italiana
- Evelyn e la magia di un sogno d'amore, di Cristina D'Avena

Pur non essendo a carattere musicale come le altre della saga, la serie presenta due canzoni, di cui una è tema dell'intero anime. La prima è stata cantata in italiano da Cristina D'Avena con il testo di Alessandra Valeri Manera e non è mai stata pubblicata su supporto fisico o digitale, mentre la seconda rimane in originale. L'adattamento italiano è avvenuto solo a livello di testo, infatti la musica è quella originale giapponese.
Canzoni
- Mishiranu kuni no tripper (見知らぬ国のトリッパー?, Mishiranu kuni no torippā, lett. "Il viaggiatore del paese sconosciuto")

Il titolo italiano non è mai stato comunicato, ma è conosciuto come Canzone di Fata. È la canzone che il pianista Kenji Sawaki scrive per Principessa Fata, nonché prima sigla di apertura originale e tema dell'intero anime. In giapponese è cantata da Maiko Okamoto, mentre in italiano da Cristina D'Avena.
- Itazura kappa (いたずらカッパ? lett. "I kappa monelli")

È una canzone contenuta all'interno di alcuni episodi.

## Manga
In contemporanea alla trasmissione dell'anime, tra il gennaio 1984 e il novembre 1985, è stato pubblicato in Giappone sulla rivista Weekly Margaret un adattamento manga in nove tankōbon editi dalla Shūeisha intitolato Persha ga suki! (ペルシャがすき！? lett. "Persha mi piaci!"). Creata da Takako Aonuma, l'opera è composta più che altro da gag umoristiche, basate sulle differenze che intercorrono tra la vita civilizzata nipponica e quella più spartana dell'Africa rappresentata dalla stessa protagonista, al fianco di tutti i personaggi già visti nella serie animata. Una ristampa bunkoban in sei volumi è uscita dal novembre 2000 al febbraio 2001.
In Italia è inedito.

### Volumi
| Nº | Data di prima pubblicazione | Data di prima pubblicazione | Data di prima pubblicazione |
| Nº | Giapponese                  | Giapponese                  |                             |
| -- | --------------------------- | --------------------------- | --------------------------- |
| 1  | aprile 1984                 | ISBN 4-08-850851-3          |                             |
| 2  | giugno 1984                 | ISBN 4-08-850867-X          |                             |
| 3  | luglio 1984                 | ISBN 4-08-850875-0          |                             |
| 4  | agosto 1984                 | ISBN 4-08-850879-3          |                             |
| 5  | febbraio 1985               | ISBN 4-08-850888-2          |                             |
| 6  | marzo 1985                  | ISBN 4-08-850889-0          |                             |
| 7  | luglio 1985                 | ISBN 4-08-850892-0          |                             |
| 8  | settembre 1985              | ISBN 4-08-850893-9          |                             |
| 9  | novembre 1985               | ISBN 4-08-850894-7          |                             |

## OAV
Oltre alla serie televisiva, il 25 settembre 1987 è uscito un OAV intitolato Mahō no yosei Persha: Kaiten mokuba (魔法の妖精ペルシャ 回転木馬?), rimasto inedito in Italia. Sono stati pubblicati sia il VHS che il DVD. Si tratta di un semplice OAV musicale, detto anche Music reversion, in cui non vi è presente alcuna nuova storia originale, ma consiste in un montaggio delle musiche originali sulle migliori immagini della serie TV, intervallate da gag umoristiche di Evelyn coi kappa. Vi sono anche raccolte tutte le sigle originali di apertura e chiusura della serie, più i 48 schizzi originali dell'autore utilizzati come sfondo per i singoli titoli degli episodi.
Evelyn inoltre compare in Adesugata Mahō no san-nin musume (艶姿 魔法の三人娘?), mediometraggio del 1986 insieme a Creamy Mami e Magical Emi, e in Majocco Club: Alien X - Terrore dalla dimensione A (魔女っ子クラブ４人組 Ａ空間からのエイリアンＸ?), un team-up del 1987 in cui sono presenti anche le altre tre eroine della Pierrot (Creamy, Emi e Sandy). Lo special è stato proposto da Yamato Video che promosse il titolo con numerose iniziative promozionali: i doppiatori, guidati dal curatore globale del progetto Nicola Bartolini Carrassi fecero un tour promozionale -all'ora il loro volto non era conosciuto- presso numerose fiere del fumetto. Fu realizzata una cartolina esclusiva in omaggio per gli acquirenti, insieme con un biglietto per partecipare al primo Oscar Italiano dedicato all'animazione giapponese in Italia, il Tokimeki, che andò in scena presso la Fiera del fumetto di Roma. .

## Trasmissioni e adattamenti nel mondo
L'anime è stato trasmesso, oltre che in Giappone e in Italia, anche in diversi Paesi in tutto il mondo. In Francia è stata trasmessa la stessa edizione mandata in onda in Italia, poiché la rete televisiva La Cinq è di proprietà di Fininvest; la sigla utilizzata ha come base quella italiana, ma il testo tradotto ed è cantata da Valérie Barouille.
| Stato         | Canale/i televisivo | Data prima TV                      | Titolo                                                                   |
| ------------- | ------------------- | ---------------------------------- | ------------------------------------------------------------------------ |
| Corea del Sud | KBS 2TV             | 9 maggio 1985 – 28 febbraio 1986   | Saesbyeol gongju (샛별공주?) / Pingkeu yojeong Persha (핑크요정 페루샤?) |
| Francia       | La Cinq             | 13 febbraio 1988                   | Vanessa et la magie des rêves                                            |
| Hong Kong     | TVB Jade            | 14 novembre 1986 – 16 gennaio 1987 | Wǒ ài shāshā (我愛莎莎S)                                                 |
| Taiwan        | TTV                 | 22 agosto 1986 – 12 giugno 1987    | Bèi lù shā (貝露莎S)                                                     |

## Influenza su altre opere
- Nell'episodio 19 "La bambola innamorata" di Magica magica Emi, mentre i giocattoli ballano si vedono Dodo, Mila e Mino giocare.
- Nell'episodio 36 "Il festival della magia" della stessa serie, Stella fa un trucco da cui spunta un giocattolo con la faccia di Dodo. Nello stesso episodio, durante il discorso di Giovanni, appare anche Evelyn nella versione trasformata di sé.
- In un altro episodio si intravede un poster di Evelyn vicino a quello di Emi negli uffici.